# Transatlantische Flugexpedition

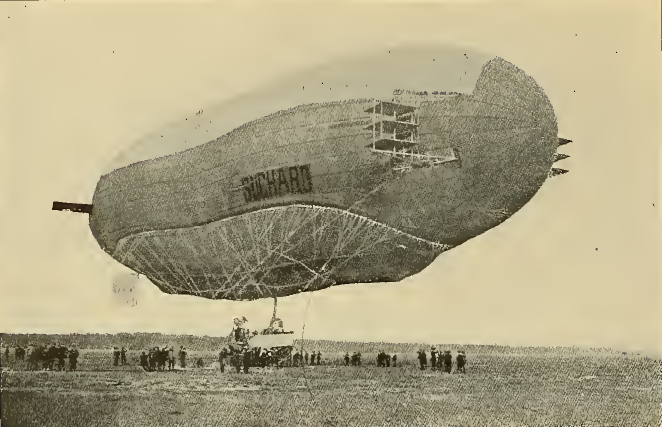
Luftschiff Suchard (1911)

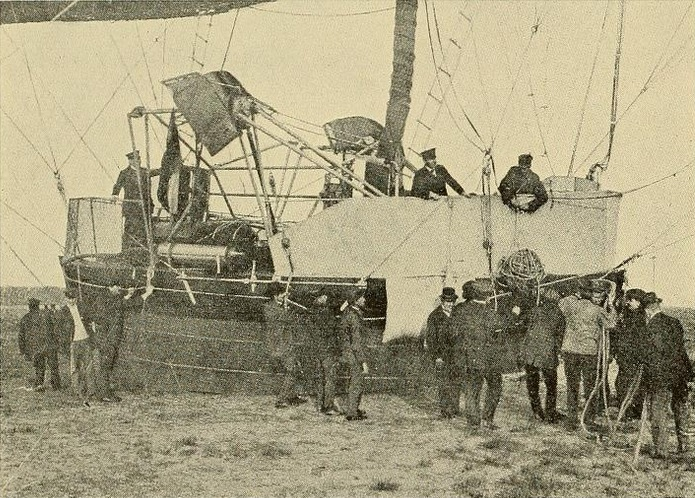
Gondel des Luftschiffs Suchard (1911)

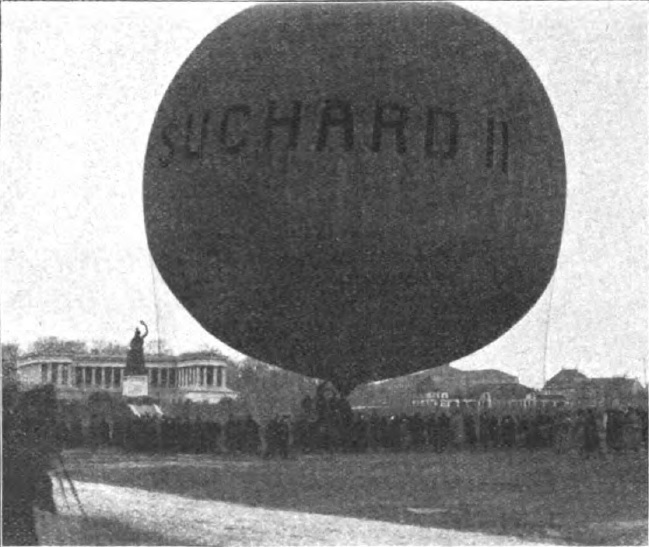
Der Ballon Suchard II 1913 bei seiner Probefahrt in München

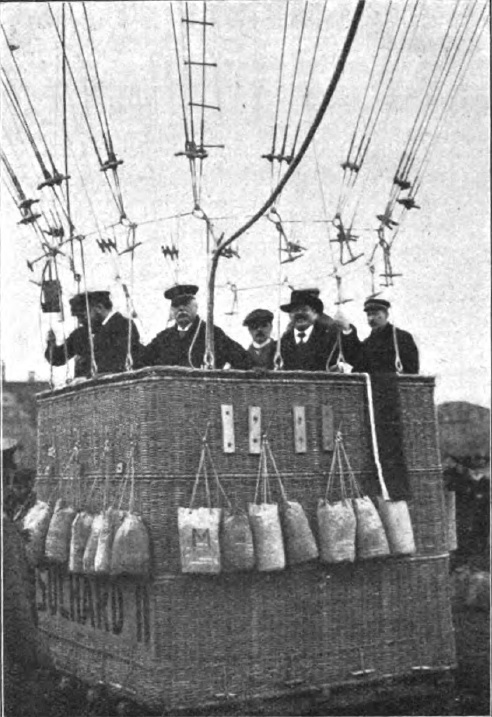
Korb des Suchard II am 28. Februar 1913. Dritter von links: Joseph Brucker.

Die Transatlantische Flugexpedition war eine von Paul Gans und Joseph Brucker 1910 in München gegründete Gesellschaft, deren Ziel es war, den Atlantik mit einem Luftschiff aus eigener Produktion zu überqueren. Unter Ausnutzung der Passatwinde wollte man von den Kanarischen zu den Westindischen Inseln fliegen. Bis 1913 entstanden zwei Luftschiffe unter dem Namen Suchard. Differenzen zwischen Gans und Brucker führten dazu, dass letzterer die Atlantiküberquerung 1913 ohne Gans in Angriff nahm. Er verschiffte einen Kugelballon, den er Suchard II nannte, nach Gran Canaria, musste den Start der Expedition aber auf das Folgejahr verschieben. Der Erste Weltkrieg setzte den Plänen ein Ende.
Zur historischen Einordnung: Die ersten erfolgreichen Atlantiküberquerungen auf dem Luftweg fanden im Sommer 1919 statt, zunächst mit einem Tragflächenflugzeug in west-östlicher Richtung, kurz darauf mit einem Starrluftschiff in ost-westlicher Richtung.

## Geschichte
Die Transatlantische Flugexpedition wurde am 28. März 1910 vom deutsch-amerikanischen Journalisten Joseph Brucker und dem deutschen Luftfahrtpionier Paul Gans (ab 1912 von Gans) in München gegründet. Ziel der Gesellschaft, deren Präsident Gans wurde, waren „Bau und Ausrüstung eines Luftschiffes und Ausführung eines Fluges mit demselben über den Atlantischen Ozean im Gebiete des Nord-Ost-Passats“. Dabei sollte das Luftschiff wie ein Freiballon mit dem Wind treiben. Die Motoren sollten nur benutzt werden, um eine etwaige Windstille zu überbrücken oder um ein Abtreiben des Luftschiffs zu verhindern. Als Teilnehmer waren neben Gans und Brucker Hauptmann a. D. Jördens, Ingenieur Müller-Peißenberg, Korvettenkapitän a. D.  Friedländer und der Meteorologe Eugen Alt vorgesehen.
Bis zum Jahresende wurde in der Ballonhalie des Vereins für Motorluftschiffahrt der Nordmark in Kiel ein Luftschiff fertiggestellt, das als Prallluftschiff den Parseval-Luftschiffen ähnelte. Am 15. Februar 1911 wurde es in Anwesenheit von Prinz Heinrich und Prinzessin Irene auf den Namen Suchard getauft. Namensgeber war die Schweizer Schokoladenfabrik Chocolat Suchard, die den Bau mit einem größeren Geldbetrag unterstützt hatte. Das Luftschiff besaß eine Länge von 60,5 m und einen Durchmesser von 17,2 m. Die Hülle aus dreifachem Perkalstoff der Firma Metzeler fasste 9730 m³ Wasserstoffgas. Im Inneren des Tragkörpers befand sich ein 3500 m³ großes Ballonett. Um dem Risiko eines vorzeitigen Niedergehens des Suchard auf dem Ozean zu begegnen, war die Luftschiffgondel von der Bootswerft Fr. Lürßen in Vegesack als funktionstüchtiges Motorboot ausgeführt worden. Dieses hatte eine Länge von 10 m, war 3,10 m breit und 1,72 m hoch. Mit einem Handgriff konnte es vom restlichen Luftschiff getrennt werden. Der größte Teil des Bootskörpers wurde von den zwei Sechs-Zylinder-110-PS-Motoren der Neue Automobil-Gesellschaft AG (N.A.G.) ausgefüllt. Diese trieben zwei dreiflügelige Holzpropeller von 3,50 m Durchmesser an. Das Getriebe konnte innerhalb weniger Minuten so umgestellt werden, dass die Motoren mit dem Wasserpropeller verbunden wurden. Der hintere Teil des Bootes diente der Unterbringung der Besatzung, des Proviants und der Instrumente. Gegen eine zu starke Erwärmung des Füllgases lag über dem Tragkörper eine Tülldecke, die über einen Schlauch mit Wasser berieselt werden konnte.
Als das Luftschiff getauft wurde, stand bereits fest, dass es wegen allerlei technischer Probleme umgebaut werden müsse. In Kiel fanden auch keine Probeflüge statt. Das Luftschiff wurde schließlich in Einzelteilen nach Johannisthal bei Berlin in die Luftschiffhalle der Luftverkehrsgesellschaft (LVG) transportiert. Auf dem Flugplatz Johannisthal fanden schon 1911 erste Probeflüge statt. Unter Hinzuziehung eines Ingenieurs von Parsevals Luftfahrzeug-Gesellschaft wurden aber größere Umbauten vorgenommen, besonders am Antrieb der Luftpropeller. Die Hülle wurde vollständig ersetzt. Der neue Suchard war bei unverändertem Durchmesser 76 m lang und fasste 12.000 m³ Gas. Er besaß nun drei jeweils 1200 m³ fassende Luftsäcke und konnte eine Nutzlast von 9000 kg tragen. Die maximale Geschwindigkeit betrug 44 km/h. Am 20. Mai 1912 absolvierte dieses weiterentwickelte Luftschiff auf dem Flugplatz Johannisthal seinen Erstaufstieg, dem weitere folgten.
Bevor der Versuch einer Atlantiküberquerung in Angriff genommen werden konnte, kam es zu Meinungsverschiedenheiten und zum Bruch zwischen Gans und Brucker. Um die Expedition doch noch durchzuführen, bestellte Brucker bei Metzeler einen Kugelballon mit einem Durchmesser von 24 m und einem Volumen von 7234 m³, den er Suchard II nannte. Der Ballon war einer der größten seiner Zeit. Allein das Netz wog 450 kg. Der Korb war 2,20 m lang, breit und hoch und wog 1200 kg. Zwischen seinen beiden Böden ließen sich 3000 kg Ballast in Form von Wasser in 15 Kanistern à 200 Liter verstauen. Weiterer Ballast in Form von Sand und Wasser ließ sich in Säcken am Korb befestigen. Wie schon das Luftschiff Suchard besaß der Ballon eine Berieselungsanlage, um das Traggas bei Bedarf kühlen zu können. Nach einem erfolgreichen Test des Ballons am 28. Februar 1913 in München, wurde dieser verpackt und über den Hafen von Triest mit dem Dampfer Columbia der Austro-Americana nach Las Palmas verschifft, wo er am 9. April eintraf. Als Füllplatz für den Suchard II wurde die Landenge südlich der Halbinsel Isleta gewählt. Die Expedition war mit Lebensmitteln für drei Wochen versehen und hatte hochwertige meteorologische und nautische Instrumente sowie eine Kamera der Nettel-Camerawerke dabei. Bei der Linde Eismaschinen-Gesellschaft hatte Brucker 1250 Flaschen mit Wasserstoff bestellt, insgesamt 7500 m³. Beim Befüllen des Ballons stellte sich jedoch heraus, dass mehr als hundert der Gasflaschen leer waren. Da auf die Schnelle kein Ersatz beschafft werden konnte, musste er das Vorhaben zunächst aufgeben. Der Ballon wurde am 17. April wieder entleert. Eine von Brucker erhoffte Wiederholung des Versuchs im Folgejahr fand 1914 nicht statt. Eine spätere Realisierung des Plans machte der Erste Weltkrieg unmöglich.